# Pierluigi Gollini
Pierluigi Gollini (sinh ngày 18 tháng 3 năm 1995) là một cầu thủ bóng đá chuyên nghiệp người Ý, hiện đang chơi ở vị trí thủ môn cho câu lạc bộ ở Ngoại Hạng Anh Tottenham Hotspur theo dạng cho mượn từ Atalanta và đội tuyển quốc gia Ý.

## Sự nghiệp câu lạc bộ

### Hellas Verona
Gollini gia nhập Hellas Verona vào năm 2014 từ Manchester United. Anh có trận ra mắt Serie A vào ngày 24 tháng 9 năm 2014 và là người bắt chính trong trận hòa 2–2 trên sân nhà trước Genoa.

### Aston Villa
Sau hai mùa giải thi đấu cho Verona, Gollini ký hợp đồng với câu lạc bộ ở Giải Hạng Nhất Anh Aston Villa vào ngày 8 tháng 7 năm 2016. Anh ra sân lần đầu tiên cho Aston Villa trong chiến thắng 8–0 ở trận giao hữu với Grazer AK của Áo.

### Atalanta
Vào ngày 13 tháng 1 năm 2017, Gollini ký hợp đồng với câu lạc bộ Ý Atalanta theo dạng cho mượn 18 tháng. Vào ngày 10 tháng 6 năm 2018, Gollini ký hợp đồng vĩnh viễn với Atalanta với mức phí không được tiết lộ. Nửa đầu tiên của mùa giải anh dự bị cho Etrit Berisha, tuy nhiên anh đã giành được vị trí chính thức ở nửa sau của mùa giải. Berisha được cho mượn vào mùa hè năm sau, khiến Gollini trở thành thủ môn số một của Atalanta. Gollini bắt chính tất cả các trận đấu trong mùa giải ra mắt của UEFA Champions League của Atalanta, khi họ đứng thứ hai ở bảng đấu của mình, và lọt vào vòng 16 đội.

### Tottenham Hotspur
Vào ngày 24 tháng 7 năm 2021, Gollini gia nhập câu lạc bộ ở Ngoại Hạng Anh Tottenham Hotspur dưới dạng cho mượn một mùa giải bao gồm tùy chọn mua đứt.

## Sự nghiệp quốc tế
Gollini có trận ra mắt với đội U21 Ý vào ngày 2 tháng 6 năm 2016, trong trận thua 0-1 trước Pháp.
Gollini có trận ra mắt đội tuyển Ý dưới thời HLV Roberto Mancini vào ngày 15 tháng 11 năm 2019, anh vào sân thay người cho Gianluigi Donnarumma trong chiến thắng 3–0 trước Bosnia và Herzegovina, ở vòng loại Euro 2020.

## Đời sống cá nhân
Vào tháng 6 năm 2018, với nghệ danh Gollorius, Gollini đã xuất bản một đĩa đơn nhạc rap " Rapper coi guanti " (Rapper đeo găng tay); và đã quyên góp số tiền thu được cho tổ chức từ thiện.

## Thống kê sự nghiệp

### Câu lạc bộ
Kể từ trận đấu diễn ra ngày 23 tháng 5 năm 2021
| Câu lạc bộ                   | Mùa                 | Giải đấu            | Giải đấu | Giải đấu | Cúp quốc gia | Cúp quốc gia | Cúp Liên đoàn | Cúp Liên đoàn | Cúp Châu Âu | Cúp Châu Âu | Tổng cộng | Tổng cộng |
| Câu lạc bộ                   | Mùa                 | Mùa giải            | Trận     | Bàn      | Trận         | Bàn          | Trận          | Bàn           | Trận        | Bàn         | Trận      | Bàn       |
| ---------------------------- | ------------------- | ------------------- | -------- | -------- | ------------ | ------------ | ------------- | ------------- | ----------- | ----------- | --------- | --------- |
| Hellas Verona                | 2014–15             | Serie A             | 3        | 0        | 0            | 0            | -             | -             | -           | -           | 3         | 0         |
| Hellas Verona                | 2015–16             | Serie A             | 26       | 0        | 1            | 0            | -             | -             | -           | -           | 27        | 0         |
| Hellas Verona                | Tổng cộng           | Tổng cộng           | 29       | 0        | 1            | 0            | 0             | 0             | 0           | 0           | 30        | 0         |
| Aston Villa                  | 2016–17             | EFL Championship    | 20       | 0        | 0            | 0            | -             | -             | -           | -           | 20        | 0         |
| Atalanta (cho mượn)          | 2016–17             | Serie A             | 4        | 0        | 0            | 0            | -             | -             | -           | -           | 4         | 0         |
| Atalanta (cho mượn)          | 2017–18             | Serie A             | 7        | 0        | 1            | 0            | -             | -             | 0           | 0           | 8         | 0         |
| Atalanta (cho mượn)          | Tổng cộng           | Tổng cộng           | 11       | 0        | 1            | 0            | 0             | 0             | 0           | 0           | 12        | 0         |
| Atalanta                     | 2018–19             | Serie A             | 20       | 0        | 3            | 0            | -             | -             | 4           | 0           | 27        | 0         |
| Atalanta                     | 2019–20             | Serie A             | 33       | 0        | 1            | 0            | -             | -             | 7           | 0           | 41        | 0         |
| Atalanta                     | 2020–21             | Serie A             | 25       | 0        | 4            | 0            | -             | -             | 3           | 0           | 32        | 0         |
| Atalanta                     | Tổng cộng           | Tổng cộng           | 78       | 0        | 8            | 0            | 0             | 0             | 14          | 0           | 100       | 0         |
| Tottenham Hotspur (cho mượn) | 2021–22             | Ngoại Hạng Anh      | 0        | 0        | 0            | 0            | 0             | 0             | 0           | 0           | 0         | 0         |
| Tổng cộng sự nghiệp          | Tổng cộng sự nghiệp | Tổng cộng sự nghiệp | 138      | 0        | 10           | 0            | 0             | 0             | 14          | 0           | 162       | 0         |

### Quốc tế
Kể từ  trận đấu diễn ra ngày 15 tháng 11 năm 2019
| Đội tuyển quốc gia | Năm       | Trận | Bàn |
| ------------------ | --------- | ---- | --- |
| Ý                  | 2019      | 1    | 0   |
| Tổng cộng          | Tổng cộng | 1    | 0   |

## Danh hiệu
Napoli
- Serie A: 2022–23